# Múscul esternotiroidal
El múscul esternotiroidal (musculus sternothyroideus) és un dels quatre músculs de la regió infrahioidal. És un múscul ample en forma de cinta, com el esternohioidal, per sota del qual està situat i s'estén des de l'estèrnum fins al cartílag tiroide.
S'insereix, d'una banda, a la cara posterior del primer cartílag costal i a la cara posterior del mànec de l'estern fins a la línia mitjana; de l'altra, en els dos tubercles de la cara externa del cartílag tiroide així com en un cordó lligamentós oblic cap amunt i fora que reuneix aquests dos tubercles. Es troba cobert per l'esternohioidal en la major part de la seva extensió. Al seu torn recobreix l'artèria traqueal, el cos del tiroide i els seus feixos més extensos, la caròtide primitiva i la vena jugular interna. Cal observar que la direcció d'aquest múscul no és completament vertical sinó lleugerament obliqua de baix a dalt i de dins a fora. Per aquest motiu, els dos músculs esternotiroidals, dret i esquerre, junts en l'origen esternal, es troben separats a l'alçada de la seva inserció tiroidal per un interval d'un o de molts centímetres: entre ells hi ha un interstici triangular.
Està innervat com els altres músculs infrahioidals per branques provinents de la nansa cervical del nervi hipoglòs. Aquestes branques s'introdueixen en el múscul per la seva part externa de la cara profunda.
El múscul esternotiroidal fa descendir la laringe i l'os hioide.

## Imatges

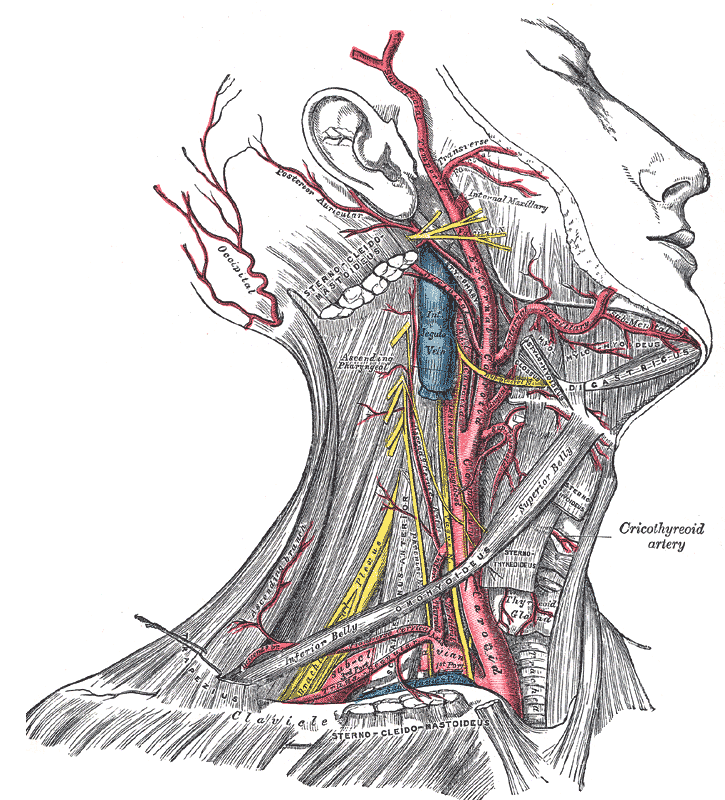
Dissecció superficial del costat dret del coll, mostrant les artèries caròtide i subclàvia.
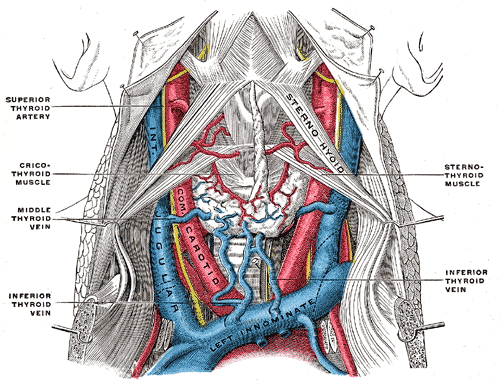
La fàscia i les venes tiroidals mitjanes.
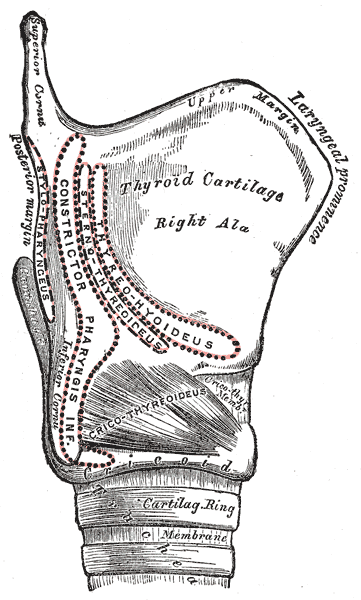
Vista lateral de la laringe, mostrant les insercions musculars.
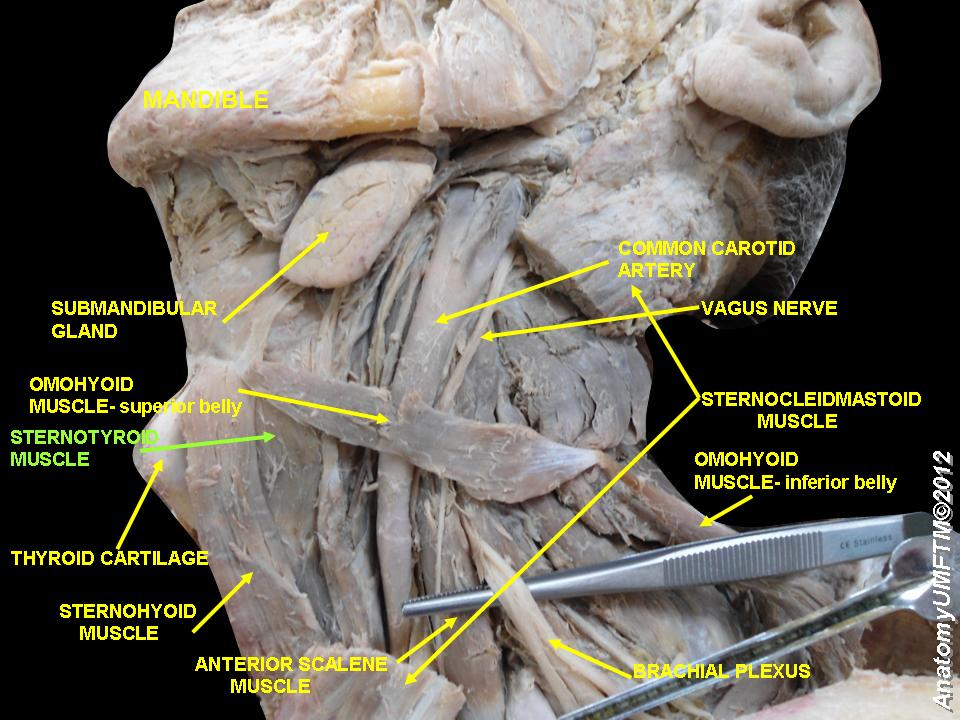
Múscul esternotiroidal